# フィラッハ＝ラント郡

フィラッハ＝ラント郡
Bezirk Villach-Land

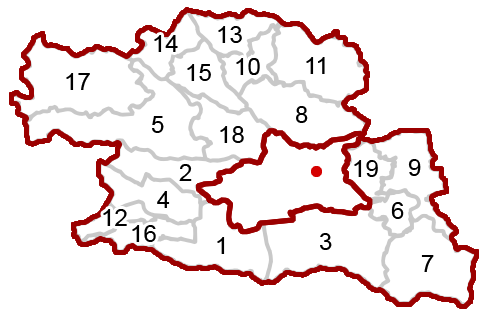
フィラッハ＝ラント郡の市町村区画図。番号は一覧と対応している

フィラッハ＝ラント郡（フィラッハ＝ラントぐん、独: Bezirk Villach-Land）は、オーストリアのケルンテン州にある郡（Bezirk; 行政管区とも訳される）。郡庁所在地はフィラッハ。
憲章都市であるフィラッハを四方から取り囲んでいる。西でヘルマゴール郡と、北西でシュピッタール・アン・デア・ドラウ郡と、北東でフェルトキルヒェン郡と、東でクラーゲンフルト＝ラント郡と接する。南東はスロベニアのイェセニツェおよびクランスカ・ゴーラとの、南西はイタリアのフリウリ＝ヴェネツィア・ジュリア州ウーディネ県との国境になっている。
フィラッハ＝ラント郡には以下の11の市町村（Gemeinde; ゲマインデ）がある。そのうち10自治体が町（Marktgemeinde; 市場町）に指定されている。
1. アルノルトシュタイン Arnoldstein （町）
2. バート・ブライベルク Bad Bleiberg （町）
3. フィンケンシュタイン・アム・ファーカー・ゼー Finkenstein am Faaker See （町）
4. ネッチュ・イム・ガイルタール Nötsch im Gailtal （町）
5. パーテルニオン Paternion （町）
6. ロゼッグ Rosegg （町）
7. ザンクト・ヤーコプ・イム・ローゼンタール Sankt Jakob im Rosental （町）
8. トレッフェン Treffen （町）
9. ヴェルデン・アム・ヴェルター・ゼー Velden am Wörther See （町）
10. アフリッツ・アム・ゼー Afritz am See
11. アリアハ Arriach
12. ファイストリッツ・アン・デア・ガイル Feistritz an der Gail
13. フェルト・アム・ゼー Feld am See
14. フェルンドルフ Ferndorf
15. フレザッハ Fresach
16. ホーエントゥルン Hohenthurn
17. シュトッケンボイ Stockenboi （町）
18. ヴァイセンシュタイン Weißenstein （町）
19. ヴェルンベルク Wernberg